# Styrak

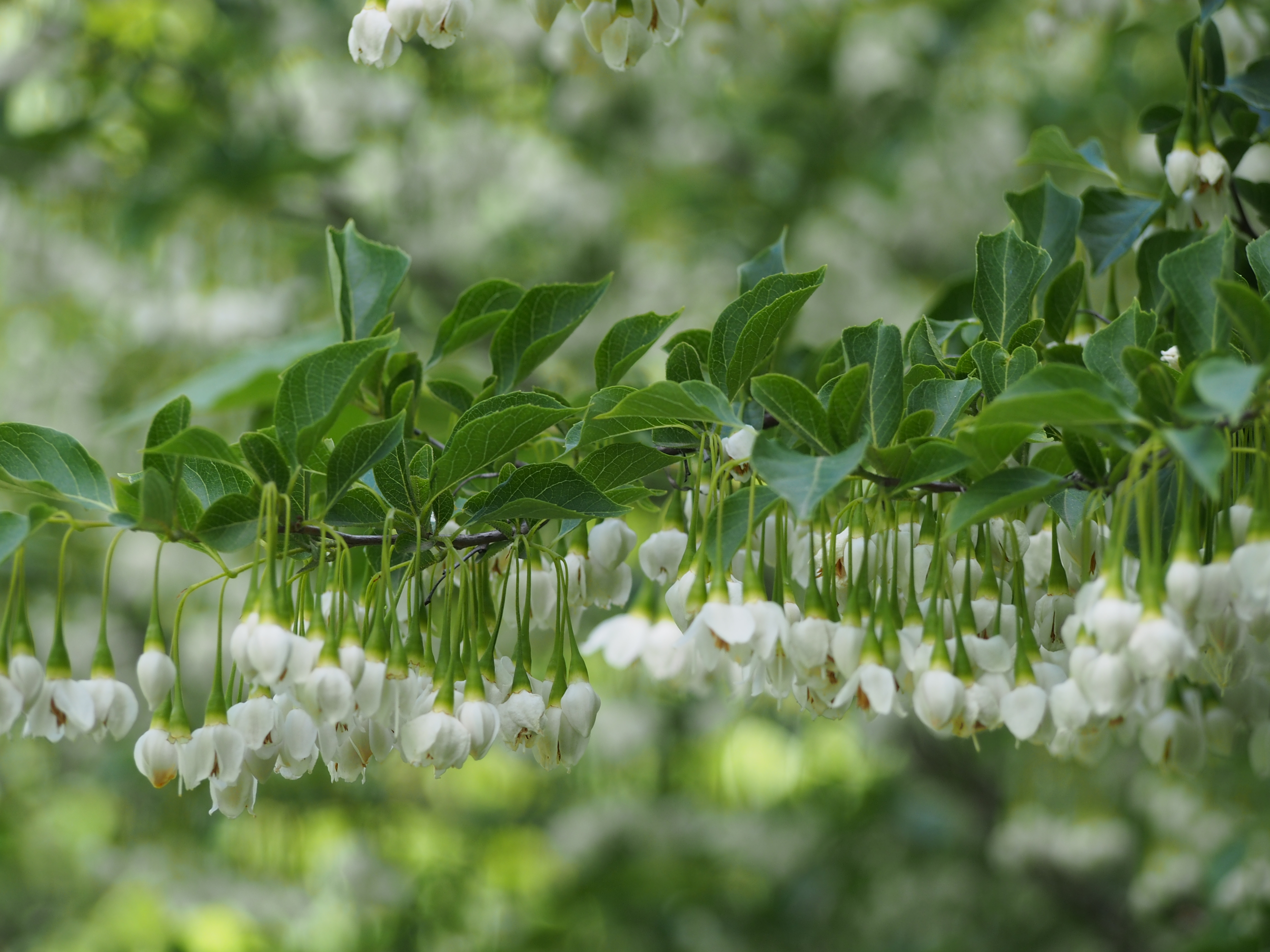
Styrak japoński

Styrak, styraksowiec (Styrax L.) – rodzaj roślin z rodziny styrakowatych. Obejmuje 126 gatunków. Są to drzewa i krzewy w większości rosnące w strefie tropikalnej i subtropikalnej wschodniej i południowo-wschodniej Azji oraz w Ameryce Północnej i Południowej. Nieliczne sięgają stref umiarkowanych. Jeden gatunek – styrak lekarski S. officinalis występuje we wschodniej części basenu Morza Śródziemnego i w południowej Europie. Rośliny te rosną w lasach i na terenach skalistych, ich kwiaty są zapylane przez owady.
Około 10 gatunków strefy umiarkowanej, zwłaszcza styrak japoński S. japonicus, jest rozpowszechnionych w uprawie jako rośliny ozdobne. Ze styraka benzoesowego pozyskuje się żywicę benzoesową stosowaną w medycynie, w perfumerii i do aromatyzowania papierosów. Styrak lekarski S. officinalis mylnie wskazywany bywa nierzadko jako źródło żywicy storaks (czasem też błędnie identyfikowanej z benzoesową), która wbrew nazwie jej samej i gatunku pozyskiwana jest jednak z ambrowca wschodniego. Styrak lekarski nie jest gatunkiem żywicodajnym. 
Nazwa rodzaju utworzona została od arabskiej nazwy styraka lekarskiego – assthirak.

## Morfologia

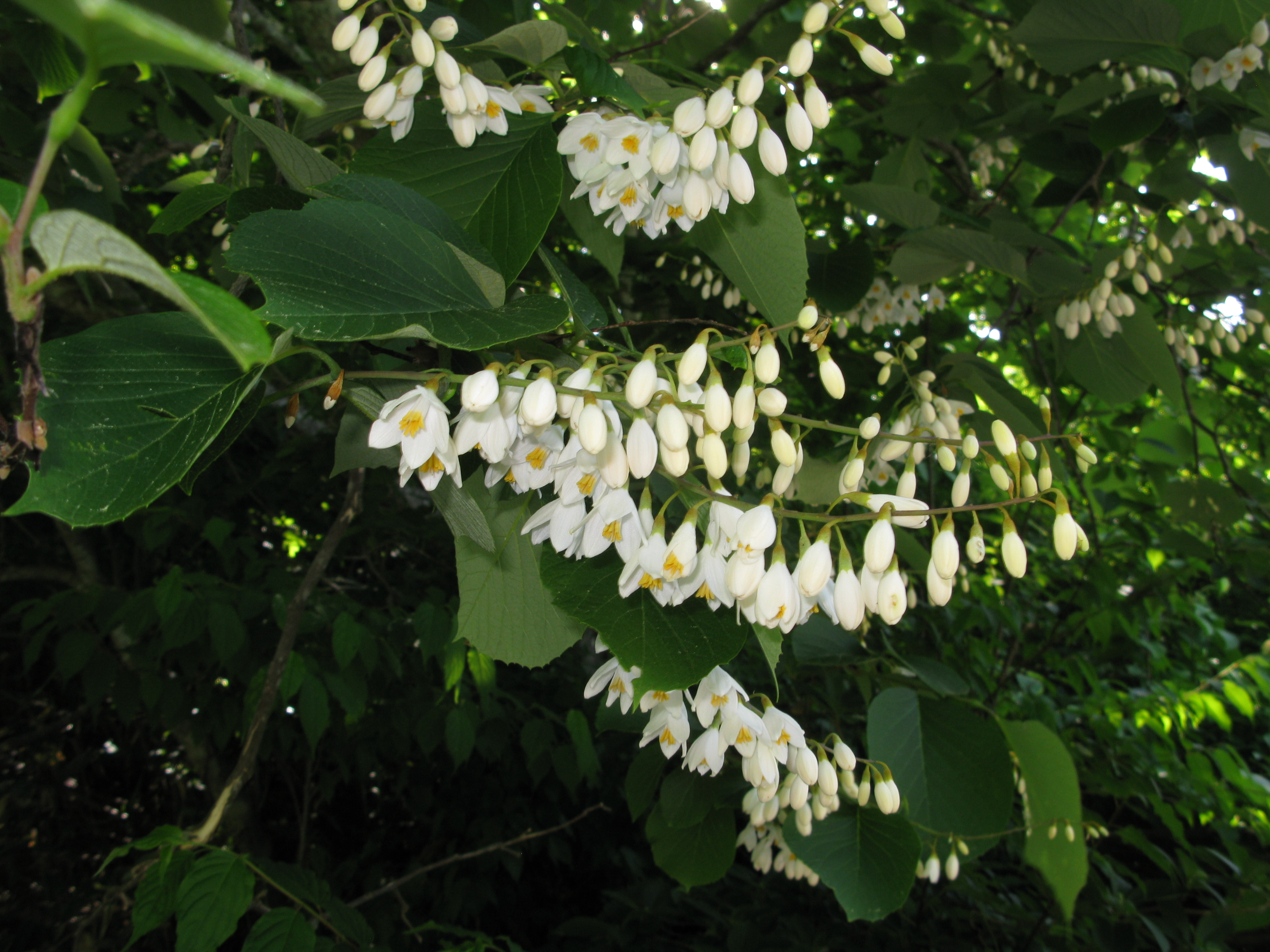
Styrak okrągłolistny

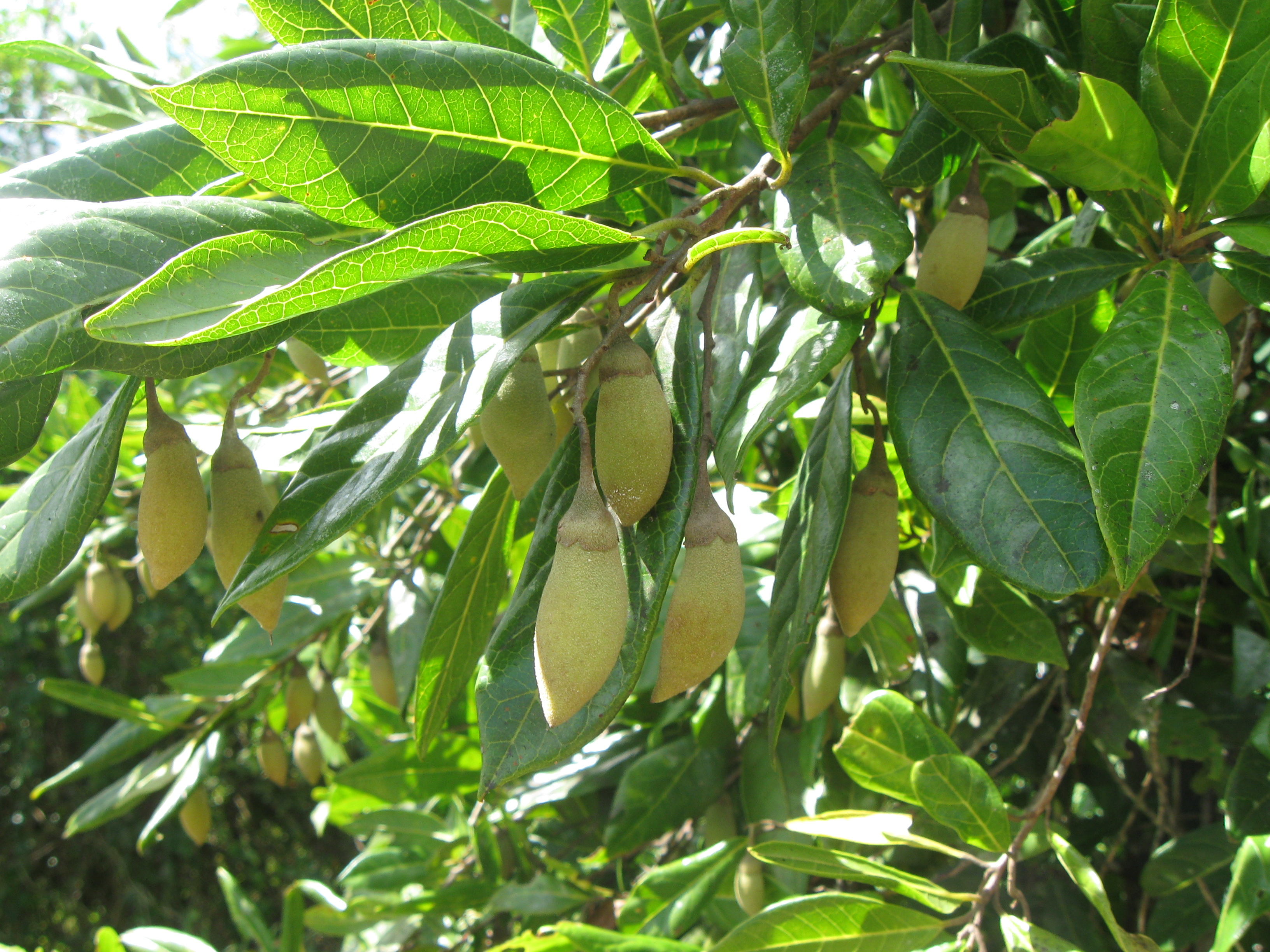
Owoce S. portoricensis

PokrójKrzewy i drzewa osiągające do 16 m wysokości. Pędy pokryte są gwiaździstymi lub prostymi włoskami, rzadko są nagie. U gatunków amerykańskich pędy są zwykle prosto wznoszące się, a u azjatyckich szeroko rozpostarte.
LiścieSkrętoległe, opadające na zimę i u gatunków tropikalnych zimozielone. Pojedyncze, całobrzegie, ząbkowane, piłkowane, czasem z blaszką wcinaną.
KwiatyObupłciowe, zebrane po kilka–kilkanaście w kwiatostany szczytowe lub wyrastające też w kątach liści, groniaste, wiechowate, wierzchotkowate, rzadziej pojedyncze lub zebrane po kilka w pęczki. Szypułki wsparte są drobnymi i szybko odpadającymi przysadkami. Kielich zwykle z 5 działek (rzadziej inna liczba z zakresu od 2 do 9), zrośniętych u dołu, tworzących rurkę lub mających kształt dzwonkowaty lub filiżanki. Płatków korony jest zwykle 5, rzadziej więcej (do 8 lub 10), są one zrośnięte u dołu, mają kolor biały lub jasnoróżowy i kształt dzwonkowaty. Pręcików jest zwykle 10, czasem mniej (od 5) lub więcej (do 16). Nitki ich są spłaszczone i wolne, czasem u dołu przyległe do płatków. Pylniki są podługowate. Zalążnia jest górna. Powstaje z trzech owocolistków i za młodu jest trójkomorowa, później jednokomorowa. W każdej z trzech początkowo powstających komór rozwija się jeden lub kilka zalążków. Szyjka słupka jest szydłowata lub nitkowata, zwieńczona znamieniem główkowatym lub trójdzielnym.
OwoceKulistawe lub elipsoidalne, suche lub mięsiste torebki i pestkowce. Nasiono zwykle pojedyncze, rzadziej w liczbie dwóch lub trzech, kulistawe do elipsoidalnego, z grubą, twardą łupiną.

## Systematyka

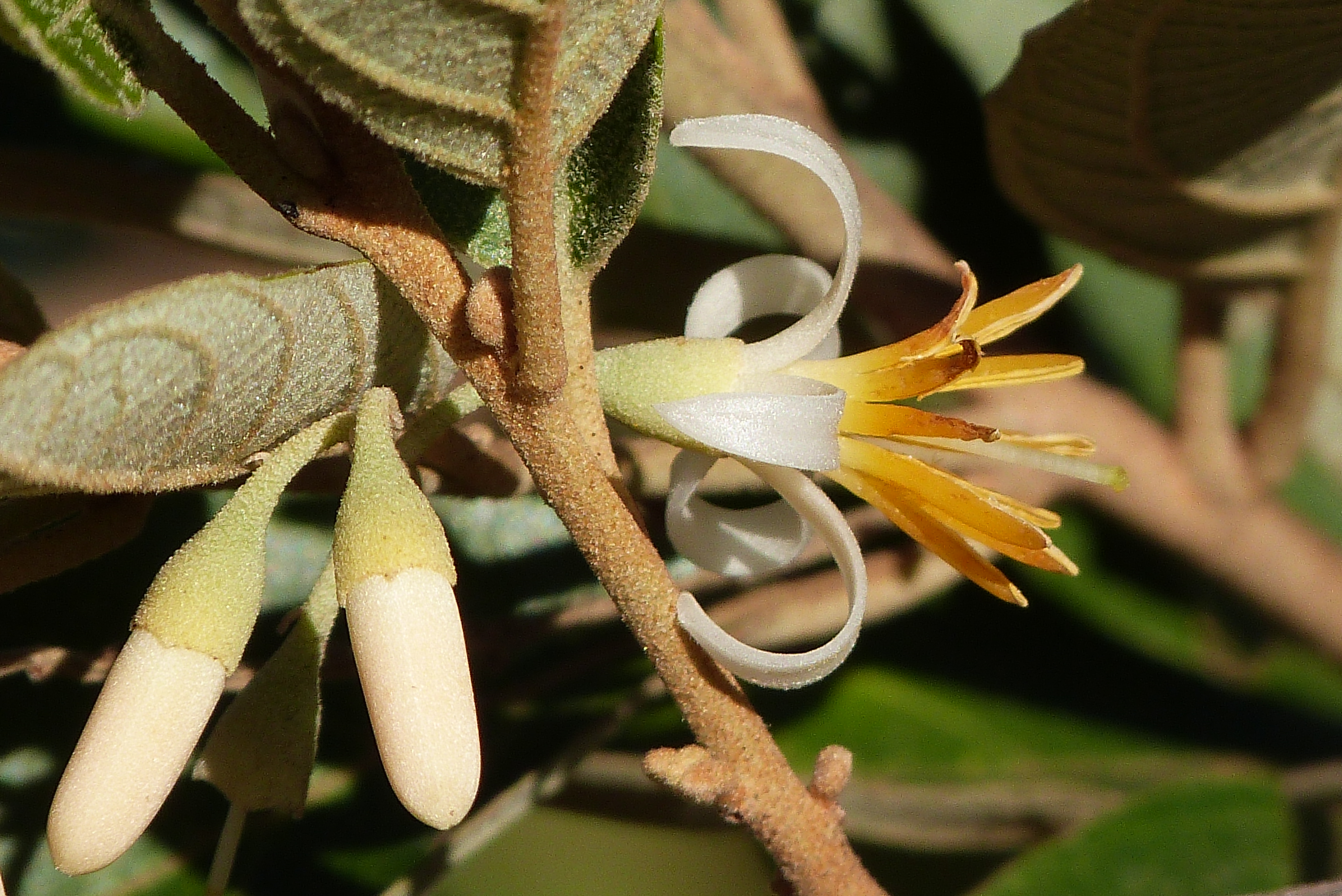
Styrax ferrugineus

Rodzaj obejmuje ok. 80% gatunków z rodziny styrakowatych. W obrębie rodziny jest najbliżej spokrewniony z rodzajem Huodendron, wraz z którym tworzy grupę bazalną. Rodzaj pochodzi z Eurazji. Skamieniałości z eocenu z terenu Europy, wskazują na to, że w tej części świata rodzaj był znacznie bardziej zróżnicowany niż współcześnie, po czym tutejsi przedstawiciele, z jednym wyjątkiem, wymarli podczas zlodowaceń. Na kontynenty amerykańskie gatunki z tego rodzaju trafiły prawdopodobnie dwukrotnie, raz do Ameryki Południowej przez Pacyfik, drugi raz szlakiem z północno-wschodniej Azji do północno-zachodniej Ameryki. 
Rodzaj dzielony jest na dwie sekcje Styrax i Valvatae, przy czym ta druga ma najprawdopodobniej charakter parafiletyczny – przedstawiciele jej serii Benzoin są bazalni względem reszty. Druga seria – Valvatae – jest siostrzana dla monofiletycznej sekcji Styrax, która dzieli się na dwie serie – Cyrta i Styrax. Sekcja Styrax występuje w północnej części zasięgu rodzaju, jej przedstawiciele mają na ogół liście opadające zimą i cienkie płatki korony. Bardziej tropikalna sekcja Valvatae ma liście na ogół zimozielone i grubsze, skórzaste płatki. Seria Cyrta względem serii Styrax różni obecnością także bocznych, a nie wyłącznie szczytowych kwiatostanów i gruczołowato ząbkowanymi lub piłkowanymi liśćmi, a nie całobrzegimi.
Wykaz gatunków
- Styrax acuminatus Pohl
- Styrax agrestis (Lour.) G.Don
- Styrax americanus Lam. – styrak amerykański[5]
- Styrax apricus H.R.Fletcher
- Styrax argenteus C.Presl
- Styrax argentifolius H.L.Li
- Styrax aureus Mart.
- Styrax austromexicanus P.W.Fritsch
- Styrax benzoides Craib
- Styrax benzoin Dryand. – styrak benzoesowy
- Styrax bicolor Ducke
- Styrax buchananii W.W.Sm.
- Styrax camporum Pohl
- Styrax carranzae Doweld
- Styrax chinensis H.H.Hu & S.Ye Liang
- Styrax chrysocalyx P.W.Fritsch
- Styrax chrysocarpus H.L.Li
- Styrax confusus Hemsl.
- Styrax conterminus Donn.Sm.
- Styrax crotonoides C.B.Clarke
- Styrax curvirostratus (Svengs.) Y.L.Huang & P.W.Fritsch
- Styrax davillifolius Perkins
- Styrax duidae Steyerm.
- Styrax ellipticus Jungh. & de Vriese
- Styrax excelsus P.W.Fritsch
- Styrax faberi Perkins
- Styrax fanshawei Sandwith
- Styrax ferrugineus Nees & Mart.
- Styrax finlaysonianus Wall. ex G.Don
- Styrax formosanus Matsum.
- Styrax fortunei Hance
- Styrax gentryi P.W.Fritsch
- Styrax glaber Sw.
- Styrax glabratus Schott
- Styrax glabrescens Benth.
- Styrax grandifolius Aiton
- Styrax griseus P.W.Fritsch
- Styrax guaiquinimae (Maguire & Steyerm.) P.W.Fritsch
- Styrax guanayanus Maguire & K.D.Phelps
- Styrax guyanensis A.DC.
- Styrax hainanensis F.C.How
- Styrax hemsleyanus Diels
- Styrax hookeri C.B.Clarke
- Styrax hypargyreus Perkins
- Styrax hypochryseus Perkins
- Styrax incarnatus P.W.Fritsch
- Styrax jaliscanus S.Watson
- Styrax japonicus Siebold & Zucc. – styrak japoński
- Styrax lancifolius Klotzsch ex Seub.
- Styrax lasiocalyx Perkins
- Styrax latifolius Pohl
- Styrax leprosus Hook. & Arn.
- Styrax limprichtii Lingelsh. & Borza
- Styrax litseoides J.E.Vidal
- Styrax longipedicellatus Steyerm.
- Styrax macarenensis P.W.Fritsch
- Styrax macrocalyx Perkins
- Styrax macrocarpus W.C.Cheng
- Styrax macrophyllus Schott ex Pohl
- Styrax magnus Lundell
- Styrax maninul B.Walln.
- Styrax martii Seub.
- Styrax microphyllus Perkins
- Styrax neblinae (Maguire) P.W.Fritsch
- Styrax nicaraguensis P.W.Fritsch
- Styrax nui B.Walln.
- Styrax nunezii P.W.Fritsch
- Styrax obassia Siebold & Zucc. – styrak okrągłolistny[5]
- Styrax oblongus (Ruiz & Pav.) A.DC.
- Styrax obtusifolius Griseb.
- Styrax ochraceus Urb.
- Styrax odoratissimus Champ. ex Benth.
- Styrax officinalis L. – styrak lekarski
- Styrax omuk B.Walln.
- Styrax pallidus A.DC.
- Styrax panamensis Standl.
- Styrax paralleloneurus Perkins
- Styrax pauciflorus A.DC.
- Styrax paulhousei P.W.Fritsch & D.L.Kelly
- Styrax pavonii A.DC.
- Styrax pedicellatus (Perkins) B.Walln.
- Styrax pefrit B.Walln.
- Styrax peltatus P.W.Fritsch
- Styrax pentlandianus J.Rémy
- Styrax peruvianus Zahlbr.
- Styrax platanifolius Engelm. ex Torr.
- Styrax pohlii A.DC.
- Styrax porterianus Wall. ex G.Don
- Styrax portoricensis Krug & Urb.
- Styrax prancei P.W.Fritsch
- Styrax racemosus (Cav.) A.DC.
- Styrax radians P.W.Fritsch
- Styrax redivivus (Torr.) L.C.Wheeler
- Styrax rhytidocarpus W.Yang & X.L.Yu
- Styrax ridleyanus Perkins
- Styrax rigidifolius Idrobo & R.E.Schult.
- Styrax rotundatus (Perkins) P.W.Fritsch
- Styrax rubifolius Guillaumin
- Styrax rufopilosus Svengs.
- Styrax rugosus Kurz
- Styrax schultzei Perkins
- Styrax serrulatus Roxb.
- Styrax shiraianus Makino
- Styrax sieberi Perkins
- Styrax sipapoanus Maguire
- Styrax steyermarkii P.W.Fritsch
- Styrax subargenteus Sleumer
- Styrax suberifolius Hook. & Arn.
- Styrax subpaniculatus Jungh. & de Vriese
- Styrax supaii Chun & F.Chun
- Styrax tafelbergensis Maguire
- Styrax tarapotensis Perkins
- Styrax tomentosus Bonpl.
- Styrax tonkinensis (Pierre) Craib ex Hartwich
- Styrax trichocalyx Perkins
- Styrax trichostemon P.W.Fritsch
- Styrax tuxtlensis P.W.Fritsch
- Styrax uxpanapensis P.W.Fritsch
- Styrax vilcabambae (D.R.Simpson) B.Walln.
- Styrax warburgii Perkins
- Styrax warscewiczii Perkins
- Styrax wilsonii Rehder
- Styrax wurdackiorum Steyerm.
- Styrax wuyuanensis S.M.Hwang
- Styrax yutajensis (Maguire) P.W.Fritsch
- Styrax zhejiangensis S.M.Hwang & L.L.Yu